# 続宮本武蔵 一乗寺の決斗
『續宮本武蔵 一乘寺の決斗』（ぞくみやもとむさし いちじょうじのけっとう、英題：Samurai II: Duel at Ichijoji Temple）は、1955年（昭和30年）7月12日公開の日本映画である。東宝製作・配給。監督は稲垣浩、主演は三船敏郎。イーストマンカラー、スタンダード、103分。
吉川英治の長編小説『宮本武蔵』を原作とした、稲垣監督・三船主演による3部作の第2作。本作で鶴田浩二演ずる佐々木小次郎が登場する。配収は1億6800万円で、1955年度の邦画配収ランキング第6位となった。

## スタッフ
- 監督：稲垣浩
- 製作：滝村和男
- 原作：吉川英治（六興出版社刊）
- 劇化：北條秀司
- 脚色：若尾徳平、稲垣浩
- 撮影：安本淳
- 美術監督：伊藤熹朔
- 美術：園眞
- 録音：三上長一郎
- 照明：森茂
- 音楽：團伊玖磨
- 按舞：吾妻徳穂 (初代)
- 監督助手：福田純

## キャスト
- 宮本武蔵：三船敏郎
- 佐々木小次郎：鶴田浩二

- 朱実：岡田茉莉子
- お通：八千草薫
- 吉野太夫：木暮実千代（松竹）

- お甲：水戸光子
- 吉岡清十郎：平田昭彦
- 祇園藤次：加東大介
- 宗彭沢庵：二代目尾上九朗右衛門
- 本位田又八：堺左千夫
- 吉岡傳七郎：藤木悠
- 小菩薩太夫：北川町子
- お杉：三好栄子
- 宍戸梅軒：東野英治郎
- 城太郎：飯田健人
- 権六：谷晃
- 本阿弥光悦：御橋公
- 老僧日観：高堂國典
- 禿りん弥：近藤圭子
- 妙秀尼：滝花久子（大映）
- 太田黒兵助：田島義文
- 川上利市：山本廉
- 小橋蔵人：西條悦郎
- 金原鬼角：久世竜
- 南保餘市：鉄一郎
- 御池十郎左衛門：浜田寅彦
- 植田良平：稲葉義男
- 西野成作：桜井巨郎
- 市川甚兵衛：松尾文人
- 伊藤実
- 堤康久
- 岩本弘司
- 草薙天鬼：緒方燐作
- 壬生源左衛門：牧壮吉
- 研師耕介：田武謙三